# کمیته ملی المپیک پاکستان
کمیته ملی المپیک پاکستان (اردو: پاکستان اولمپک ایسوسی ایشن) یک سازمان ورزشی است که نماینده کشور پاکستان در کمیته بین‌المللی المپیک می‌باشد.
این سازمان که در سال ۱۹۴۸ تأسیس شده مسئول آماده‌سازی و اعزام ورزشکاران به بازی‌های المپیک، بازی‌های المپیک جوانان و بازی‌های آسیایی است.